# Mapa Podziału Hydrograficznego Polski
Mapa Podziału Hydrograficznego Polski, MPHP – mapa będąca podstawą oficjalnego podziału Polski pod kątem hydrografii.
MPHP jest mapą przedstawiającą sieć hydrograficzną Polski oraz fragmentów dorzecza Odry i Wisły leżących poza jej granicami w układzie współrzędnych PUWG 1992. 
Na podstawie MPHP wyznaczane są granice jednostek podziału administracyjnego obowiązującego w polskiej gospodarce wodnej – obszarów dorzeczy, regionów wodnych i zlewni. MPHP została udostępniona jako usługa WMS. Jest ona częścią Krajowej Infrastruktury Informacji Przestrzennej, przy czym licencji na jej użytkowanie udzielono nie tylko instytucjom polskim, ale też czeskiemu Instytutowi Badawczemu Gospodarki Wodnej im. T. G. Masaryka. 
MPHP stała się podstawą wyznaczania jednolitych części wód powierzchniowych podczas przygotowywania planów gospodarowania wodami na obszarze dorzeczy od cyklu 2016–2021.

## System kodowania numerycznego
Jednostki hydrograficzne mają przydzielone kodowanie numeryczne. Pierwsze cyfry oznaczają przynależność do jednego z dziewięciu głównych dorzeczy:
1 – dorzecze Odry
2 – dorzecze Wisły
3 – zlewnia Zalewu Szczecińskiego
4 – zlewnia przymorza
5 – zlewnia Zalewu Wiślanego
6 – dorzecze Niemna
7 – dorzecze Dniestru
8 – dorzecze Dunaju
9 – dorzecze Łaby.
Druga cyfra identyfikatora oznacza główne dopływy największych rzek (numery parzyste) lub odcinki tych rzek (liczby nieparzyste, przy czym numer 1 odpowiada odcinkowi źródłowemu, a 9 ujściowemu). Zatem w systemie tym Wisła podzielona jest na odcinki o następujących identyfikatorach:
21 – Wisła do Sanu 
23 – Wisła od Sanu do Wieprza
25 – Wisła od Wieprza do Narwi
27 – Wisła od Narwi do Drwęcy
29 – Wisła od Drwęcy do ujścia.
Główne dopływy Wisły z kolei mają kodowanie:  
22 – San
24 – Wieprz
26 – Narew
28 – Drwęca.
Ujścia głównych dopływów są punktami granicznymi odcinków głównej rzeki.
Ten sam system kodowania jest przyjęty w obrębie kolejnych jednostek. W ten sposób jednostka o identyfikatorze 21 podzielona jest na kolejne jednostki:
211 – Wisła do Przemszy
212 – Przemsza
213 – Wisła od Przemszy do Dunajca
214 – Dunajec
215 – Wisła od Dunajca do Nidy
216 – Nida
217 – Wisła od Nidy do Wisłoki
218 – Wisłoka
219 – Wisła od Wisłoki do Sanu.
W związku z tym sama Wisła jako cały ciek ma identyfikator 2, a jej poszczególne odcinki mogą mieć własne identyfikatory o większej liczbie cyfr. Całe rzeki mają numer parzysty, a odcinki nieparzysty. Co prawda zasadniczo im rzędowość rzeki jest wyższa, tym jej identyfikator jest wyższy, jednak na podstawie liczby cyfr w identyfikatorze nie da się jej ustalić. Rzeki pierwszego rzędu, tj. wpadające bezpośrednio do morza, mogą mieć identyfikator jednocyfrowy (np. Odra – 1, Wisła – 2), dwucyfrowy (np. Parsęta – 44), trzycyfrowy (np. Słupia – 472), czterocyfrowy (np. Orzechowa – 4732) lub pięciocyfrowy (np. Potok Oliwski – 47994). Najdłuższe identyfikatory cieków (nie odcinków) mają dziewięć cyfr (np. Krzeszówka – 213464686).
Podstawowa tabela DBF w wersji elektronicznej MPHP z 2014 zawiera 14374 pozycji (cieków). Ponadto mapa zawiera 9616 identyfikatorów wód stojących. Wśród nich oprócz jezior i sztucznych zbiorników jest Morze Bałtyckie o identyfikatorze 167778 i jego akweny, np. Zatoka Gdańska – 32212 czy Zalew Szczeciński – 134639. W tym przypadku kodowanie nie zachowuje układu hierarchicznego, np. Zatoka Pucka ma identyfikator 112909, a Zalew Kamieński – 49553. Włączone są też do nich obszary podmokłe, jak np. bagno Pulwy (112973). 
Warstwy shapefile zawierają większą liczbę obiektów, gdyż oprócz cieków i zbiorników, którym nadano identyfikator, zawierają mniejsze, często bezimienne, cieki i zbiorniki.
Cieśniny są tu potraktowane jak cieki, choć mają numery nieparzyste – Świna ma numer 33, a Dziwna 35. W konsekwencji cieki wpadające do Zalewu Kamieńskiego mają numerację jak dopływy Dziwny, np. Świniec o identyfikatorze 3534.  Według MPHP odcinkiem ujściowym Wisły jest Przekop Wisły, podczas gdy pozostałe ramiona jej delty mają odrębną numerację, np. Nogat ma identyfikator 52, a Martwa Wisła 48. W konsekwencji takie dopływy Wisły, jak Motława (486) czy Tuja (5146) mają identyfikatory wskazujące na dorzecza inne niż dorzecze Wisły.

## Historia
Mapy zebrane w atlas „Podział Hydrograficzny Polski” opracowano w latach 70. XX wieku. Miały one skalę 1:100 000.
Prace nad mapą hydrograficzną z wersją cyfrową podjął Instytut Meteorologii i Gospodarki Wodnej na zlecenie Ministerstwa Ochrony Środowiska, Zasobów Naturalnych i Leśnictwa, którego kompetencje obejmowały wówczas zarządzanie wodami. Podstawą były wojskowe mapy w skali 1:50 000 i taką skalę przyjęto dla MPHP. Pierwszy etap prac trwał od roku 1997 do 2003. W następnym etapie, trwającym do 2012, dane korygowano i aktualizowano. Uwzględniono również wymogi dyrektywy INSPIRE. W rezultacie powstała mapa rastrowa podzielona na 1 083 arkusze. Długość sieci rzecznej na tej mapie wynosi 140 218,27 km.
Wraz z rozwojem zasobów baz danych topograficznych, numerycznych modeli terenu czy ortofotomap, na potrzeby projektu ISOK MPHP uszczegółowiono do skali 1:10 000 (MPHP10). Dostosowano hydronimy do występujących w państwowym rejestrze nazw geograficznych. Mapę opracowała firma MGGP na zlecenie Krajowego Zarządu Gospodarki Wodnej w latach 2012–2013. Długość sieci rzecznej na tej mapie wynosi 150 843,18 km. Początkowe wersje zawierały niespójności, przykładowo linię brzegową jezior poprowadzono, włączając szuwary bądź w obręb jeziora, bądź poza nim. Kontrowersje budziły również niektóre decyzje o podziale zbiorników o kilku plosach na odrębne jeziora lub przeciwnie, łączenie zbiorników w jeden.